# ISZ–3
A ISZ–3 (oroszul: ИС) a második világháború végén kifejlesztett szovjet nehézharckocsi volt.

## Fejlesztés
1944-ben a szovjet hadvezetés eldöntötte, hogy elkezdik egy új nehézpáncélos fejlesztését, amely felváltaná az ISZ–2-t. Két mintapéldány készült, egyiket Zsozef Kotyin csapata készítette. Ennek a verziónak az alvázát különleges frontpáncél jellemezte (két lemez, ékben összehegesztve). A másik prototípust Nyikolaj Duhov csapata készítette egy nem hagyományos alakú toronnyal (amely egy korai Tiger II-es tornyán alapszik, amit összenyomtak), amely a későbbi szovjet harckocsik védjegyévé vált. A két mintapéldány tesztelése után eldöntötték, hogy Kotyin alváz- és Duhov toronykonstrukcióját hasznosítják a harckocsi megépítéséhez. A tank végleges formája 1944 szeptemberében készült el, és decemberben elindították a sorozatgyártását is, habár az első széria csak 1945 májusában hagyta el a gyárat.  A gyártása egészen 1946 nyaráig tartott. Összesen 2311 darab készült az összes verzióját beleszámítva.

## Harci alkalmazás

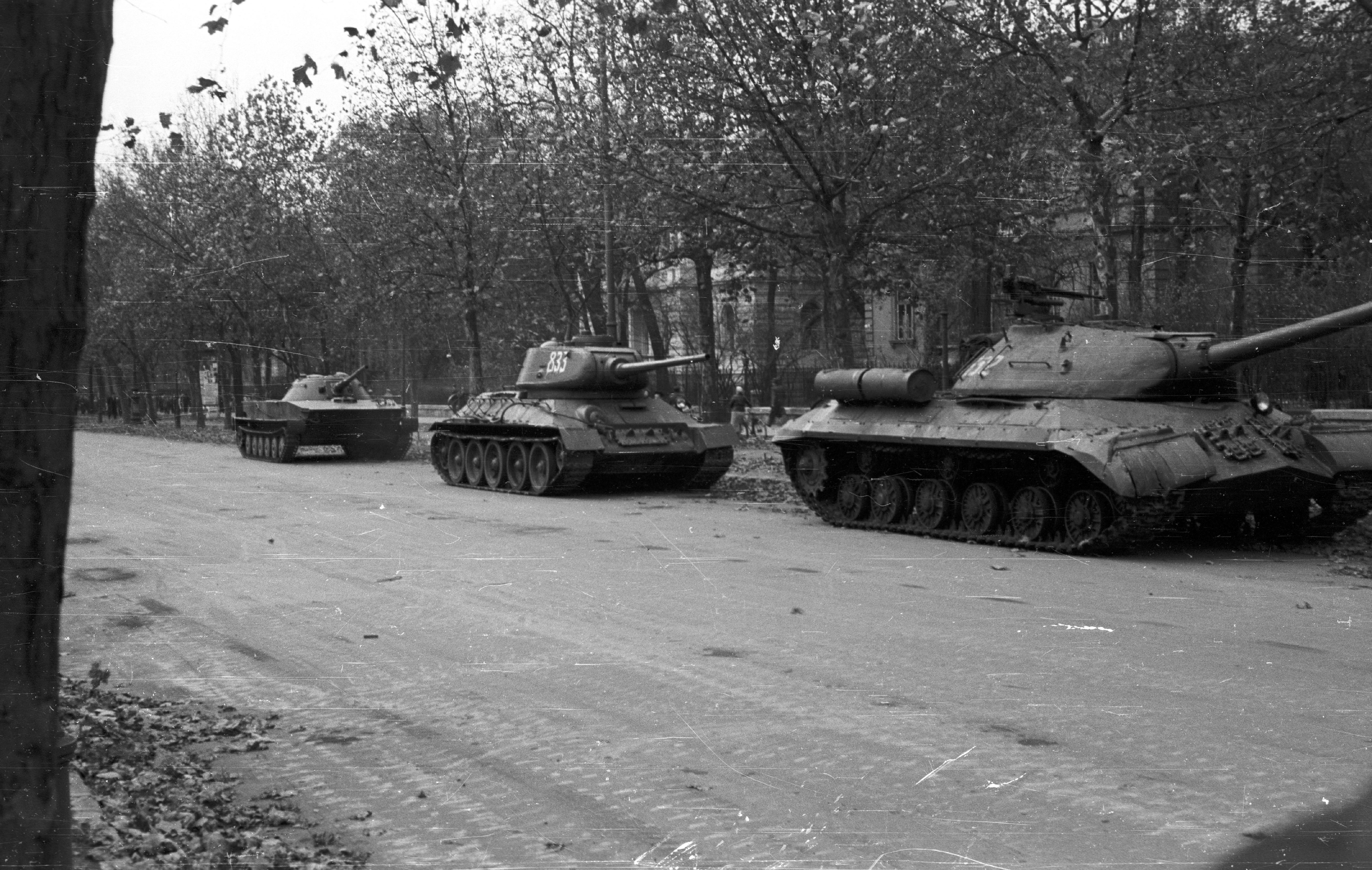
ISZ–3 az 1956-os forradalom idején

A legtöbb forrás azt közli, hogy a páncélosok nem harcoltak a második világháborúban, habár egyesek azt állítják, hogy a berlini csatának a végső fázisában is közreműködhettek. 1945. szeptember 7-én a ISZ–3-asok részt vettek az 1945-ös berlini győzelmi parádén, ahol fejlettsége nyugati szakértőknek is felkeltette az érdeklődését. A Szovjetunió először az 1956-os forradalomban, majd a Prágai tavasz idején vetette be. A budapesti utcai harcokban több példányt felrobbantottak, harcképtelenné tettek vagy elfogtak a felkelők.
1967-ben a hatnapos háborúban is részt vettek a harckocsik Egyiptom oldalán Izrael ellen, de sok belőlük megsemmisült vagy zsákmánnyá vált. Ekkor a típus már teljesen elavult volt. A test két darabból összehegesztett „csukaorr” homlokpáncélja általában nem a kívánt hatást érte el, mert a nem közvetlen szemből, hanem ferdén oldalról érkező lövedékek könnyebben átütötték azt, mint a csak egy irányban döntöttet, ráadásul a háborús időkbeli gyártású példányokra jellemző gyenge gyártási minőség miatt a hegesztési varrat gyakran fel is szakadt (az egyiptomiaknak szállított ISZ–3M változatnál ez a probléma már nem jelentkezett). Mindazonáltal az izraeli gyalogságnak és ejtőernyős egységeknek jelentős nehézséget okoztak, mivel vastag páncélzatát nem ütötték át az általuk használt gyalogsági páncéltörő fegyverek, mint a Bazooka. Homlokpáncélzata még az IDF M48 Patton harckocsijai által kilőtt 90 mm-es páncéltörő lövedékeknek is ellenállt a szokásos harctávolságon, és az ISZ–3-asokkal való összecsapásban több M48A2-es is harcképtelenné vált. Azonban alacsony tűzgyorsaságuk, gyenge motorjuk, a típus teljes alkalmatlansága a sivatagi forróságban való használatra, valamint kezdetleges, pontatlan célzóberendezésük miatt összességében az ISZ–3-asok alulmaradtak, amiben az egyiptomi személyzetek gyenge morálja és kiképzése is szerepet játszott. A típus utolsó harci bevetése 2014-ben történt, amikor ukrajnai oroszbarát lázadók használatba vettek egy emlékműként kiállított ISZ–3-ast a Donyecki terület Kosztyantyinivka városában (a harckocsi levételéről a talapzatáról és beindításáról videófelvétel is készült). A szakadár Donyecki Népköztársaság fegyveres erőinek állítása szerint a harckocsi képes volt tüzet nyitni egy katonai előőrsre, megölve és megsebesítve több katonát, mielőtt a harckocsi kezelői azt hátrahagyva visszavonultak az ukrán hadsereg elől.

## Fordítás
Ez a szócikk részben vagy egészben  az   IS-3 című szlovák Wikipédia-szócikk ezen változatának fordításán alapul.  Az eredeti cikk szerkesztőit annak laptörténete sorolja fel. Ez a jelzés csupán a megfogalmazás eredetét és a szerzői jogokat jelzi, nem szolgál a cikkben szereplő információk forrásmegjelöléseként.